# Verdier de l'Himalaya
Chloris spinoides
Espèce
Statut de conservation UICN

 LC  : Préoccupation mineure
Le Verdier de l'Himalaya (Chloris spinoides, anciennement Carduelis spinoides) est une espèce de passereaux de la famille des fringillidés (ou Fringillidae).

## Distribution
Toute la chaîne himalayenne, du nord du Pakistan à Arunachal Pradesh avec, en extrême limite au nord, le sud du Tibet et, au sud-est, l’ouest du Myanmar.

## Habitat
Le verdier de l’Himalaya habite les forêts ouvertes de pins mais il privilégie leurs lisières donnant sur des terrains en friche et cultivés dont des cultures en terrasses.

## Alimentation
Selon Roberts (1992), le régime granivore du verdier de l’Himalaya est similaire à celui du chardonneret élégant avec des groupes se nourrissant sur des capitules d’astéracées, notamment un séneçon Senecio chrysanthemoides en septembre et octobre, sur les têtes mûres du tournesol et les sommités du chanvre. Toujours en association avec le chardonneret élégant, le verdier de l’Himalaya a été observé se nourrissant sur des têtes de pissenlit et sur des chardons Echinops cornigerus et Cnicus wallichii. Au Pakistan, Jones in Roberts (1992) avait remarqué qu’il est friand de graines de coréopsis qu’il vient chercher dans les jardins.
Plusieurs photos (in Ottaviani 2011) révèlent que l’espèce consomme aussi des graines de cryptoméria Cryptomeria japonica et d’amaranthe Amarantus sp., des bourgeons de Polygonum amplexicaule et des fleurs de Fagopyrum esculentum.

## Mœurs
Les verdiers de l’Himalaya arrivent sur leurs sites de nidification en juin et y restent jusqu’à la fin-octobre puis regagnent leurs quartiers d’hiver où des individus peuvent être observés sporadiquement jusque fin-mai. Ils évoluent en couples ou en groupes selon la saison, constituant des vols de 10 à 20 oiseaux ou plus, en hiver. Ils se déplacent dans un vol plongeant et ondulant, assez haut au-dessus des vallées et des collines, lançant leur double note aiguë au moment où ils tournoient dans les airs. Ils recherchent généralement leur nourriture en sautillant sur le sol ou en grimpant après les tiges des plantes herbacées et sur les capitules des astéracées. Ils sont habituellement silencieux pendant le nourrissage mais lorsqu’ils s’envolent dans les arbres, en cas de dérangement, ils lancent leurs cris de ralliement.

## Parade nuptiale
Elle rappelle celle du verdier d’Europe avec un vol papillonnant de type chauve-souris, caractérisé par de lents battements d’ailes. Une photo (in Ottaviani 2011) montre un mâle en posture de parade nuptiale.

## Nidification

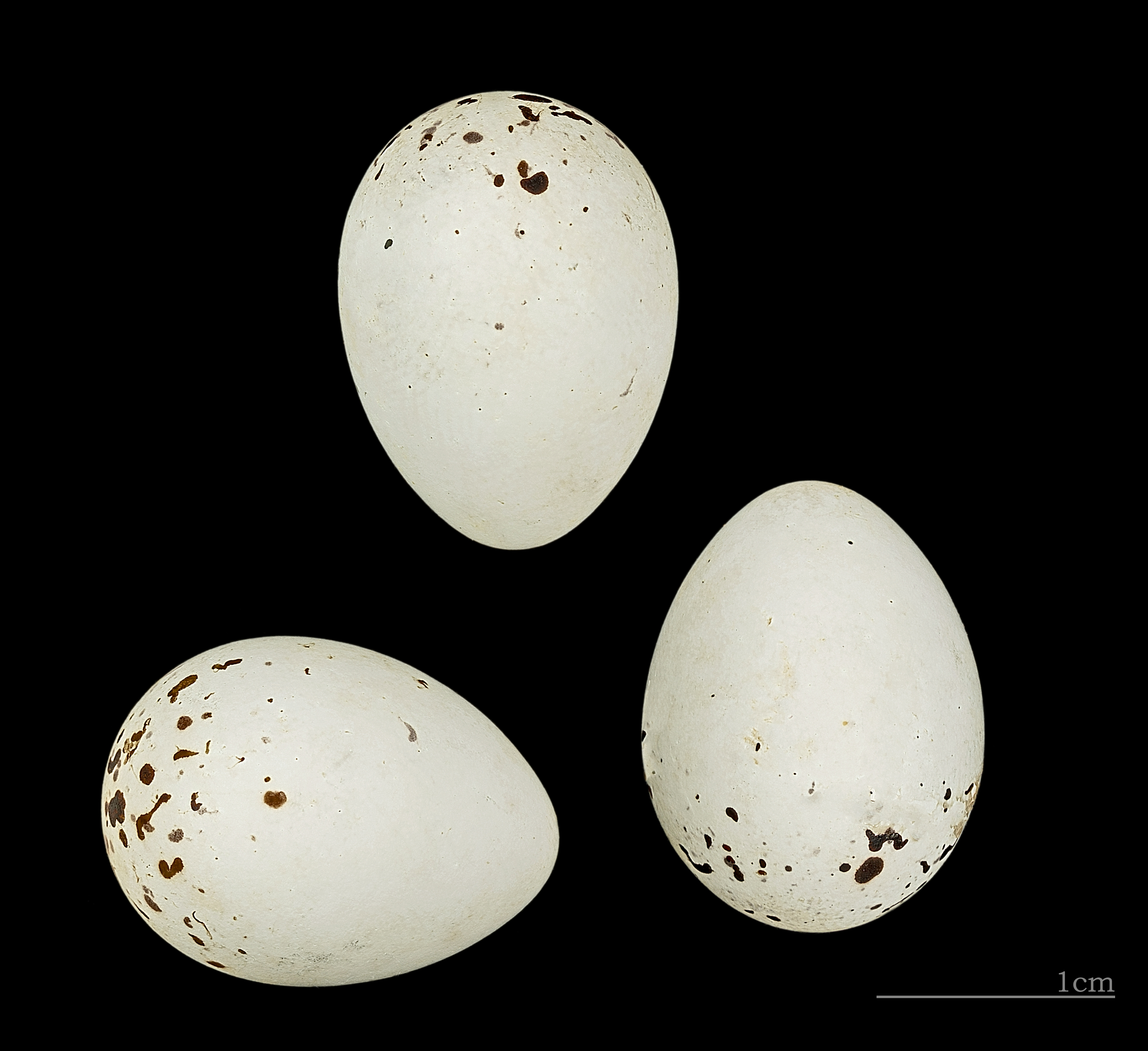
Œufs de Chloris spinoides Muséum de Toulouse

Les nids sont placés entre 4,50 et 9 m du sol et toujours très bien dissimulés. Ce sont de petites coupes bien faites de racines d’herbes et de tiges de graminées avec un revêtement intérieur de fibres et de cheveux avec, parfois, quelques plumes. Trois à cinq œufs (généralement quatre) bleus très pâle lâchement tachetés de noir ou, parfois, de rougeâtre foncé. Parfois un œuf peut être pratiquement immaculé. La nidification commence tard en juillet ou en août et parfois même en septembre.

## Biologie de reproduction
Pour le Pakistan, Roberts (1992) a apporté une importante contribution à la biologie de reproduction. Les nids sont toujours très bien dissimulés en hauteur dans un pin Pinus wallichiana, moins souvent dans un cèdre Cedrus deodara. Sur 29 nids examinés par Dodsworth (in Roberts 1992) dans la région de Simla, la hauteur moyenne est de neuf mètres. Comme chez tous les carduélinés, la femelle collecte les matériaux et construit le nid mais le mâle se tient à proximité. Le nid est une coupe soignée, faite extérieurement d’herbes fines, de tiges de graminées et de racines et tapissée intérieurement de poils. Il est toujours bien dissimulé par un rameau supérieur l’abritant en même temps des pluies de la mousson fréquentes en juillet. La ponte habituelle est de quatre œufs (avec des extrêmes de trois à cinq) que la femelle pond à raison d’un œuf par jour et qu’elle couve à partir du deuxième ou du troisième œuf. Le mâle nourrit par régurgitation la femelle au nid mais ne participe pas à l’incubation. La couvaison dure 13 ou 14 jours puis les poussins, nourris par les deux parents, sont prêts à l’envol à l’âge de 14 jours mais restent dépendants des parents pendant encore, au moins, une semaine. Les œufs sont blanc verdâtre tachetés de brun sur le gros pôle. L’espèce est considérée comme nicheuse semi-coloniale, Dodsworth (in Roberts 1992) ayant découvert six nids puis quatre nids dans un rayon de 15 m et, à maintes reprises, deux nids très proches l’un de l’autre et souvent dans le même arbre.

## Mue
Whistler (1940) avait remarqué que le verdier de l’Himalaya adulte présente une mue annuelle complète au printemps et non pas en automne comme l’immense majorité des passereaux. Il avait aussi montré une seconde particularité ; le jeune de première année garde son plumage juvénile pendant l’automne et l’hiver jusqu’au mois de juin de l’année suivant sa naissance, endossant alors son plumage d’adulte peu avant la saison de reproduction. La période de nidification est ainsi retardée et perdure encore lors de la migration d’automne.

## Systématique
L'espèce Chloris spinoides a été décrit par le zoologiste irlandais Nicholas Aylward Vigors en 1831.
Suivant les travaux de Sangster et al., cette espèce est déplacée du genre Carduelis par le Congrès ornithologique international dans sa classification de référence (version 2.10, 2011).

### Sous-espèces
D'après le Congrès ornithologique international, cette espèce est constituée des deux sous-espèces suivantes :
- C. s. spinoides Vigors, 1831  — Himalaya.
- C. s. heinrichi  Stresemann, 1940 — Patkai.

### Synonymie
- Carduelis spinoides (Protonyme)

### Noms vernaculaires
- Chardonneret de l'Himalaya
- Verdier de l'Himalaya

## Galerie de photos
- (fr) Oiseaux.net : Chloris spinoides (+ répartition)
- (en) Congrès ornithologique international : Chloris spinoides dans l'ordre Passeriformes (consulté le 5 juin 2015)
- (en) Zoonomen Nomenclature Resource (Alan P. Peterson) : Carduelis spinoides  dans Fringillidae
- (en) Catalogue of Life : Carduelis spinoides Vigors, 1831
- (fr + en)  Avibase : Chloris spinoides (Vigors, 1831) (+ répartition) (consulté le 26 avril 2016)
- (fr + en) ITIS : Carduelis spinoides Vigors, 1831
- (en) Animal Diversity Web : Carduelis spinoides
- (en) NCBI : Carduelis spinoides (taxons inclus)
- (en) UICN : espèce Carduelis spinoides (Vigors, 1831) (consulté le 5 juin 2015)